# Margem esquerda da Ucrânia
Margem esquerda da Ucrânia (em ucraniano:  Лівобережна Україна; em russo:  Левобережная Украина; em polonês/polaco:  Lewobrzeżna Ukraina) é um nome histórico da parte da Ucrânia na margem esquerda (leste) do rio Dniepre, constituída das regiões modernas de Chernigov, Poltava e Sumy, bem como as partes orientais de Kiev e Tcherkássi.
O termo surgiu em 1663 com a eleição de Ivan Bryukhovetsky como o hetman da Ucrânia em oposição a Pavlo Teteria. Bryukhovetsky foi o primeiro hetman conhecido da "margem esquerda da Ucrânia", governando a área sob influência russa.
Até meados do século XVII a área pertencia à República das Duas Nações, e desde o Tratado de Pereslávia de 1654, além de sua parte sul (parte de Taurida), caiu sob controle russo, depois reafirmado no Tratado de Andrusovo (1667) e do Tratado de Paz Eterna (1686) entre a República das Duas Nações e o Czarado da Rússia. Sob o domínio russo, a margem esquerda da Ucrânia desfrutou inicialmente de um grau de autonomia dentro do czarado (e a partir de 1721, do Império Russo) como o hetmanato cossaco, que foi lentamente retirado ao longo do século XVIII quando o Sich de Zaporózia foi destruído.